# Velika Kladuša (kommun)
Kommunen Velika Kladuša (bosniska: Općina Velika Kladuša, kyrillisk skrift: Општина Велика Кладуша) är en kommun i kantonen Una-Sana i nordvästra Bosnien och Hercegovina. Kommunen hade 40 419 invånare vid folkräkningen år 2013, på en yta av 331,73 km².
Av kommunens befolkning är 80,56 % bosniaker, 11,83 % bosnier, 3,38 % muslimer, 1,57 % kroater och 0,36 % serber (2013).